# Liga Mistrzów Strongman 2008: Mamaia
Liga Mistrzów Strongman 2008: Mamaia – indywidualne, szóste w 2008 r. zawody
siłaczy z cyklu Ligi Mistrzów
Strongman.
Data: 15, 16 sierpnia 2008 r.

Miejsce: Mamaia  Rumunia
WYNIKI ZAWODÓW:
| Miejsce | Zawodnik          | Kraj     | Punkty            |
| ------- | ----------------- | -------- | ----------------- |
| 1.      | Žydrūnas Savickas | Litwa    | 83,5              |
| 2.      | Ervin Katona      | Serbia   | 83                |
| 3.      | Ołeksandr Łaszyn  | Ukraina  | 61                |
| 4.      | Agris Kazeļņiks   | Łotwa    | 59                |
| 5.      | Zsolt Szabó       | Węgry    | 53,5              |
| 6.      | Tobias Ide        | Niemcy   | 51,5              |
| 7.      | Zdrawko Zanew     | Bułgaria | 34,5              |
| 8.      | Jarno Hams        | Holandia | 34 (kontuzjowany) |
| 9.      | Mircea Pârjol     | Rumunia  | 25                |
| 10.     | Vladimir Mitea    | Rumunia  | 11                |
| 11.     | Simon Sulaiman    | Syria    | 7 (kontuzjowany)  |